# Guerra franco-neerlandesa
La guerra franco-neerlandesa, también conocida comúnmente como la guerra franco-holandesa o la guerra de Holanda o guerra de los Países Bajos (1672-1678), fue un conflicto bélico entre Francia, Münster, Colonia e Inglaterra contra las Provincias Unidas, a la que posteriormente se le unieron España, el Sacro Imperio Romano Germánico y el Elector de Brandeburgo para formar la Cuádruple Alianza. La guerra terminó con los Tratados de Nimega (1678), por los que Francia obtuvo el Franco-Condado de España y se convirtió definitivamente en la primera potencia militar, marítima y comercial de Europa.

## Orígenes
A pesar de su alianza contra España, los neerlandeses consideraban una amenaza la expansión francesa en los Países Bajos españoles, al igual que los ingleses, ya que el control de la costa flamenca permitiría que una potencia hostil bloqueara el comercio a través del Canal. La Paz de Münster de 1648 hizo permanente el cierre del estuario del Escalda, beneficiando a Ámsterdam al eliminar a su rival, Amberes; preservar este monopolio era una prioridad holandesa para el próximo siglo.
La muerte del autocrático Guillermo II de Orange en 1650 condujo al primer período sin base. El poder político recayó en el Regente, aumentando la influencia de los Estados de Holanda, dominados por Ámsterdam. Johan de Witt, gran pensionario de 1653 a 1672, veía a Luis XIV como crucial para el poder económico neerlandés, mientras que ambos se oponían a la facción orangista antifrancesa. Los holandeses recibieron el apoyo francés durante la segunda guerra anglo-holandesa de 1665-1667, pero preferían una España débil como vecina a una Francia fuerte. Con la provincia de Holanda en oposición a las concesiones, Luis XIV lanzó la Guerra de Devolución en mayo de 1667, ocupando rápidamente la mayor parte de los Países Bajos españoles y el Franco Condado.
Los holandeses iniciaron conversaciones con Carlos II de Inglaterra sobre un frente diplomático común contra Francia. Esto le brindó a Carlos II la oportunidad de mejorar su posición en las negociaciones para poner fin a la guerra y crear una grieta entre Francia y la República. Después de que Luis XIV rechazara su primera sugerencia de una alianza anglo-francesa, instigó la creación de la Triple Alianza entre Inglaterra, los Países Bajos y Suecia.
La Alianza obligó a Luis XIV a renunciar a muchas de sus ganancias en el Tratado de Aquisgrán de 1668, aunque retuvo ciudades fronterizas como Charleroi y Tournai. Breda y Aquisgrán fueron vistos como un triunfo, pero alienaron a Luis XIV mientras exageraban el poder neerlandés. La derrota en Lowestoft en 1665 expuso las deficiencias de su armada y el sistema de comando federal defendido por De Witt, mientras que la incursión en Medway se debió en gran parte a la debilidad financiera inglesa. También ocultó el pobre estado de su ejército y sus fortalezas, deliberadamente descuidadas, ya que se las consideraba como un refuerzo del poder del Príncipe de Orange.
Luis XIV decidió eliminar la República, luego apoderarse de los Países Bajos españoles. El primer paso fue el Tratado de Dover de 1670, una alianza anglo-francesa contra los holandeses. Este contenía cláusulas secretas no reveladas hasta 1771, incluido el pago a Carlos II de 230 000 £ por año por proporcionar una brigada británica de 6000 hombres. Consciente de las preocupaciones de los ingleses por la costa flamenca, Luis XIV acordó ceder a Carlos II las posiciones costeras clave, entre ellas  Walcheren, Cadzand y Sluys, que controlaban el acceso a Amberes. Si alguna vez tuvo la intención de cumplir esta promesa, es un tema de debate.
Acuerdos adicionales con el Obispado de Münster y el Electorado de Colonia permitieron a las fuerzas francesas eludir los Países Bajos españoles, atacando a través del Obispado de Lieja, en ese momento una dependencia de Colonia (ver mapa). También cumplió con un compromiso con el emperador Leopoldo I de no atacarlos, aunque ninguna de las partes esperaba que Luis XIV lo tuviera en cuenta. Los preparativos se completaron en abril de 1672, cuando Carlos XI de Suecia aceptó los subsidios franceses a cambio de invadir áreas de Pomerania reclamadas por Brandeburgo-Prusia.

## Preparativos
Los ejércitos franceses de la época tenían ventajas significativas sobre sus oponentes: un comando único, generales talentosos como Turenne, Condé y Luxemburgo y una logística muy superior. Las reformas introducidas por Louvois, el Secretario de Guerra de Luis XIV, ayudaron a mantener grandes ejércitos que podrían movilizarse mucho más rápidamente. Esto permitió a los franceses lanzar ofensivas a principios de la primavera antes de que sus oponentes estuvieran listos, apoderarse de sus objetivos y luego asumir una postura defensiva.
La retención de ciudades fronterizas como Charleroi y Tournai permitió a Louvois reposicionar los aportes de suministros, extendiéndose desde la frontera francesa hasta Neuss en Renania. De 180 000 hombres movilizados, 120 000 fueron asignados a ataques contra la República, divididos en dos grupos principales: uno en Charleroi, bajo Turenne, el otro cerca de Sedán, comandado por Condé. Después de marchar por el Obispado de Lieja, se unirían cerca de Maastricht, luego ocuparían el Ducado de Cléveris, una posesión de Federico Guillermo I de Brandeburgo. Finalmente, 30 000 mercenarios alemanes, pagados por Münster y Colonia y liderados por Luxemburgo, atacarían desde el este.
Un elemento adicional fue un desembarco inglés en los Países Bajos españoles; Luis XIV acordó dar a Carlos posiciones costeras clave, incluyendo Walcheren, Cadzand y Sluys, que controlan el acceso a Amberes. La intención de mantener esta promesa es dudosa y, en cualquier caso, dejó de ser viable cuando los holandeses retuvieron el control del mar en Solebay en junio.
Los franceses demostraron sus nuevas tácticas para vencer al Ducado de Lorena a mediados de 1670, mientras que a los holandeses se les dio información precisa sobre sus planes a principios de febrero de 1671. Condé confirmó esto en noviembre y nuevamente en enero de 1672. El regente neerlandés de Groot lo describe como "uno de nuestros mejores amigos". Gran parte del ejército de los Estados holandeses tenía su base en las tres fortalezas del sur Breda, 's-Hertogenbosch y Maastricht; En noviembre de 1671, el Consejo de Estado informó que estos estaban escasos de suministros y dinero, con numerosas fortalezas apenas defendibles. Muchas unidades estaban muy por debajo del número debido de efectivos; el 12 de junio, un oficial informó que su guarnición oficial de dieciocho compañías solo tenía suficientes hombres para cuatro.
Con el Príncipe Guillermo, ahora mayor de edad, sus partidarios se negaron a aprobar gastos militares adicionales a menos que fuera nombrado Capitán General, una medida a la que se opuso De Witt. Conscientes de la oposición interna inglesa a la alianza anglo-francesa, los orangistas confiaron en las disposiciones de la Triple Alianza que exigían que Inglaterra y la República se apoyaran mutuamente si eran atacados por España o Francia. El Parlamento inglés compartía esta premisa; a principios de 1671, aprobaron fondos para la flota, específicamente para cumplir con sus obligaciones frente a la alianza. El verdadero peligro solo se hizo evidente el 23 de marzo, cuando la Marina Real atacó un convoy mercante neerlandés en el Canal; un incidente similar había ocurrido en 1664.
En febrero de 1672, de Witt se comprometió a nombrar Capitán General a Guillermo por un año. Se aprobaron los presupuestos y se efectuaron contratos para aumentar el ejército a más de 80 000, pero estos hombres tardarían meses en organizarse. Las negociaciones con Federico Guillermo para reforzar Cléveris con 30 000 hombres, se retrasaron por sus demandas de fortalezas neerlandesas en el Rin, tales como Rheinberg y Wesel. Cuando llegaron a un acuerdo el 6 de mayo, estaba completamente ocupado con una invasión sueca de Pomerania respaldada por Francia.
La guarnición de Maastricht se elevó a 11 000, con la esperanza de que pudieran detener a los franceses lo suficiente como para fortificar la frontera oriental. Las ciudades proporcionaron 12 000 hombres de su milicia civil, con 70 000 campesinos reclutados para construir defensas de tierra a lo largo del río Isala. Estas quedaron sin terminar cuando Francia declaró la guerra el 6 de abril, seguida de Inglaterra el 7 de abril, utilizando un incidente diplomático conocido como el asunto 'Merlín'. Münster y Colonia entraron en guerra el 18 de mayo.

## Ofensiva francesa: 1672

### Los franceses rompen las posiciones del Rhin
La ofensiva francesa comenzó el 4 de mayo de 1672, cuando Condé comenzó a moverse desde Sedán. Luis XIV, hacia Charleroi, en esta población se detuvo el 5 de mayo de 1672, para llevar a cabo una inspección de las tropas que se habían organizado en Turenne, las tropas francesas eran consideradas como la más poderosa fuerza militar en Europa, desde mediados del siglo XVII.
El 11 de mayo, Turenne también marchó hacia el norte con 50.000 hombres, acompañado personalmente por Luis XIV. Ambos ejércitos se unieron en Visé el 17 de mayo, justo al sur de Maastricht. Luis XIV deseaba asediar la fortaleza y Condé estaba de acuerdo, pero Turenne logró convencer al rey de que sería una locura permitir que los holandeses recibieran refuerzos.  Evitando un asalto directo a Maastricht, los franceses ocuparon primero los fuertes de Tongeren, Maaseik y Valkenburg.
Dejando atrás un contingente de 10.000 hombres, el ejército francés avanzó a lo largo del Rin apoyado por tropas de Münster y el Electorado de Colonia. Las fortalezas destinadas a bloquear el paso del Rin por los franceses, fueron asediadas simultáneamente desde el 1 de junio de 1672, y así lograron ser ocupadas en rápida sucesión porque todavía estaban muy desmanteladas.
Los franceses se apoderaron de Rheinberg y Orsoy casi sin encontrar resistencia. Burick, al mando de 30,000 soldados, fue la siguiente. Wesel era la fortaleza más importante, pero las esposas de los 1,200 soldados, amenazando con matar literalmente a los comandantes, forzaron una capitulación el 5 de junio.Rees, con una guarnición de solo 400 efectivos y atacada por 12.000 hombres, fue la última en caer el 9 de junio.
En ese momento, la mayor parte del ejército francés ya había comenzado a cruzar el Rin en Emmerich am Rhein. El gran pensionario De Witt quedó profundamente conmocionado por la noticia de la catástrofe y concluyó que "la patria está ahora perdida".
La situación en tierra se había vuelto crítica para los holandeses, pero los eventos en el mar fueron mucho más favorables para ellos. El 7 de junio, el vicealmirante neerlandés Michiel de Ruyter atacó audazmente la flota anglo-francesa que se reabastecía en la costa inglesa en Southwold. 
La Batalla de Solebay fue un empate táctico pero una victoria estratégica para los holandeses,  ya que evitó un intento de bloqueo anglo-francés  que habría dejado sin vida a la gran población urbana holandesa. Durante la batalla, el escuadrón francés bajo d'Estrées no pudo coordinar adecuadamente sus acciones con la fuerza principal inglesa y terminó peleando por separado con el vicealmirante zelandés Banckert, lo que llevó a sospechas mutuas y recriminaciones.

### La línea del Isala, flanqueada
A principios de junio de 1672, la base holandesa en Arnhem se preparó para un ataque francés en la línea Isala. Solo se pudieron reunir 20.000 soldados para bloquear un cruce, y un manantial seco significaba que el río podía ser vadeado en muchos puntos. Pero no parecía haber otra alternativa que hacer una última parada en el Isala. Sin embargo, si el enemigo flanqueaba este río cruzando el Bajo Rin hacia Betuwe, el ejército en campaña retrocedería hacia el oeste para evitar ser rodeado y rápidamente aniquilado.
El comandante de Schenkenschanz, que protegía el Bajo Rin, abandonó su posición. Cuando llegó a Arnhem con sus tropas, una fuerza de 2000 jinetes bajo el mariscal de campo Paulus Wirtz fue enviada inmediatamente a cubrir el Betuwe. Al llegar, interceptaron el cruce de la caballería francesa en un vado que les había indicado un granjero. Siguió una lucha sangrienta, pero en esta Batalla de Tolhuis el 12 de junio de 1672, la caballería holandesa fue desbaratada finalmente por los refuerzos franceses. 
Luis XIV estuvo pendiente del desarrollo de la batalla desde Elterberg. a poca distancia, puede decirse que si los neerlandeses se hubiesen enterado de su cercana preencia, entonces lo hechos históricos habrían sido diferentes, porque Luis XIV habría podido ser atacado, capturado y, tal vez muerto en aquellos momentos; pero los franceses obtuvieron la victoria... durante los combates Condé recibió un disparo en la muñeca, por lo que la mano quedó parcialmente inválida . 
Esta victoria se celebró en Francia con grandes festejos, de hecho al saber el populacho que el rey Luis XIV había estado presente en esos hechos de armas, cuando hizo su entrada en París fue recibido con vítores, algarabía, repiques de campanas y como un gran héroe; estos sucesos fueron reproducidos y conservados en las pinturas del “Passage du Rhin”, dada la gran importancia que significó y tuvo este cruce  no el anterior en Emmerich.
El Capitán General Guillermo Enrique quería ahora que todo el ejército volviera a Utrecht. Sin embargo, en 1666 las provincias habían recuperado la plena soberanía de sus fuerzas. Overijssel y Gueldres retiraron en junio de 1672 sus contingentes del ejército confederado. 
El ejército francés hizo pocos esfuerzos para cortar la ruta de escape de los holandeses. Turenne volvió a cruzar el Bajo Rin para atacar Arnhem, mientras que parte de su ejército se trasladó al Waal y Knodsenburg en Nimega. Luis XIV quería asediar Doesburg primero, en el lado oriental del Isala, y lo tomó el 21 de junio de 1672.

El rey retrasó un poco la acción para que su hermano Felipe I, duque de Orleans, pudiera  ocupar Zutphen unos días antes.
En su flanco derecho, los ejércitos de Münster y Colonia, reforzados por un cuerpo francés al mando de Luxemburgo, avanzaron hacia el norte a lo largo del río, después de haber tomado Grol el 10 de junio de 1672 y Bredevoort el 18 de junio de 1672. Las ciudades del Isala entraron en pánico. Deventer se separó de la República y volvió a unirse al Sacro Imperio el 25 de junio de 1672.
Luego, la provincia de Overijssel se rindió en su totalidad al obispo de Münster, Christoph Bernhard von Galen. Las tropas de von Galen saquearon ciudades en la ribera occidental del Isala, como Hattem, Elburg y Harderwijk. El 21 de junio de 1672.
Luis XIV ordenó a De Luxemburgo que los echara de nuevo, ya que quería hacer del Ducado de Güeldres una posesión francesa. Molesto, von Galen anunció que avanzaría hacia el norte de la República e invitó a De Luxemburgo a seguirlo marchando por el Isala, puesto que no había disponible un puente de pontones. Exasperado, de Luxemburgo obtuvo permiso de Luis XIV para separar a su cuerpo y al ejército de Colonia de las fuerzas de Münster.
A partir de ese momento, von Galen emprendería una campaña aparte en gran medida. Comenzó asediando Coevorden el 20 de junio. Von Galen, apodado "Bomb Berend", era un experto en municiones de artillería y había ideado el primer proyectil o cuerpo incendiario práctico. 
Con tal potencia de fuego, intimidó a la guarnición de Coevorden, que se rindió rápidamente el 1 de julio. Sus comandantes le aconsejaron que saqueara después la Frisia apenas defendida y que utilizara los barcos capturados allí para aislar Groninga, la ciudad más grande del norte. Alternativamente, podría tomar Delfzijl, permitiendo el desembarco de una fuerza expedicionaria inglesa. Pero el obispo temía que los protestantes británicos hicieran una causa común con los calvinistas de Groninga y esperaba que sus morteros de asedio forzaran una capitulación rápida, comenzando el asedio de Groninga el 21 de julio de 1672.

### Negociaciones de paz
El 14 de junio de 1672, Guillermo llegó a Utrecht con los restos del ejército, unos 8000 hombres. Los ciudadanos comunes se habían apoderado de las puertas de la ciudad y le negaron la entrada.
En conversaciones con el ayuntamiento oficial, Guillermo tuvo que admitir que no tenía intención de defender la ciudad, sino que se retiraría detrás de la Línea de agua holandesa, una serie de inundaciones que protegen la provincia central de Holanda. Finalmente, el concejo de Utrecht entregó literalmente las llaves de las puertas a Henri Louis d'Aloigny, marqués de Rochefort, para evitar el saqueo. 
El 18 de junio de 1672, Guillermo retiró sus fuerzas. La inundación aún no estaba lista, solo había sido ordenada el 8 de junio, y el campo de Holanda estaba básicamente indefenso contra los franceses. El 19 de junio de 1672, los franceses tomaron la fortaleza de Naarden cerca de Ámsterdam.
En un estado de ánimo derrotista, unos Estados divididos de Holanda enviaron una delegación a De Louvois en Zeist para pedir la paz. Al rey francés se le ofrecieron las Tierras de la generalidad y diez millones de florines. En comparación con el resultado final de la guerra, estas condiciones eran muy favorables para Francia, que hubiera logrado unas ganancias territoriales no igualadas hasta 1810.
Las Tierras de la Generalidad incluían las fortalezas de Breda, 's-Hertogenbosch y Maastricht. Su posesión habría asegurado la conquista de los Países Bajos españoles y el resto de la República habría sido poco más que un Estado satélite francés. De Louvois, bastante desconcertado porque los Estados no habían capitulado pero aún consideraban posible limitar hasta cierto punto las pérdidas, exigió condiciones mucho más duras. 
A los neerlandeses se les dio la opción de entregar sus fortalezas del sur, permitiendo la libertad religiosa para los católicos y un pago de seis millones de florines, o Francia y Münster retendrían las ganancias habidas; por lo tanto, los Países Bajos perderían Overijssel, Gueldres y Utrecht, y deberían efectuar un pago único de dieciséis millones de libras. Luis XIV sabía perfectamente que la delegación no tenía el mandato de acordar tales términos y que tendría que regresar para recibir nuevas instrucciones. Sin embargo, tampoco continuó su avance hacia el oeste.
Se han dado varias explicaciones para esta política. Los franceses estaban bastante abrumados por su éxito. En un mes habían conquistado tres docenas de fortalezas, lo cual tensó sus capacidades organizativas y logísticas. Todas estas fortalezas tenían que ser guarnecidas y abastecidas. Una intrusión en Holanda propiamente dicha no tenía sentido para ellos, a menos que Ámsterdam pudiera ser asediada. Esta ciudad sería un objetivo muy problemático. Tenía una población de 200 000 habitantes y podía levantar una gran milicia civil, reforzada por miles de marineros. 
Como la ciudad se había expandido recientemente, sus fortificaciones eran  las mejor mantenidas en la República. Su armamento normal de trescientas piezas de artillería estaba siendo ampliado por la milicia que transportaba las municiones de reserva del Almirantazgo de Ámsterdam sobre las murallas que comenzaron a reforzarse con numerosos cañones. El terreno circundante, bajo el nivel del mar, se inundaba fácilmente, por lo que un ataque tradicional a través de trincheras no era práctico. 
La flota de podría defender cañoneando a las fortificaciones de la IJ y Zuyderzee, mientras aseguraba un reabastecimiento constante de las reservas de alimentos y municiones. Un problema más serio era que Ámsterdam constituía el principal centro financiero del mundo. Los pagarés con los que se había pagado a muchos militares y contratistas franceses estaban cubiertos por las reservas de oro y plata de los bancos de Ámsterdam. Su pérdida significaría el colapso del sistema financiero europeo y la bancarrota personal de grandes segmentos de la élite francesa.
Las relaciones con Inglaterra también eran delicadas. Luis XIV había prometido a Carlos II que convertiría a Guillermo Enrique en el Príncipe Soberano de un Estado títere neerlandés. 
Luis XIV prefería que Francia fuese la que tirara de los hilos, pero había una clara posibilidad de que el tío del príncipe tuviera el control. 
Luis XIV no había mencionado a Guillermo en como príncipe en sus condiciones de paz. Dentro de todo ello paradójicamente se tenía que los mismos patricios, a los que el rey francés deseaba castigar, eran profundamente pro-franceses, eran en esencia sus aliados naturales ya que estaban en contra de Guillermo y sus seguidores, los que eran partidarios de los ingleses. 
Luis XIV quería simplemente anexionarse a los Países Bajos, y esperaba que el miedo y rechazo de los neerlandeses hacia los ingleses y a los orangistas esto llevaría a que el Regente le entregara la provincia, al considerar que Francia les brindaría protección ante la posibilidad de caer en manos de Inglaterra. 
Por supuesto, también podría suceder lo contrario: que un avance francés llevase a los orangistas a tomar el poder y a que final y contradictoriamente capitularan ante Inglaterra, para que así Inglaterra los respaldara ante los franceses y sus aliados neerlandeses. 
Solo el miedo al poder militar de la flota de De Ruyter les había impedido a los orangistas rendirse directamente a los ingleses. De Ruyter no toleraba hablar de capitulación y tenía la intención, si fuera necesario, de llevar la flota al extranjero para continuar la lucha. Luis XIV temía que los ingleses quisieran reclamar Staats-Vlaanderen, que él veía como territorio francés porque el Condado de Flandes era un feudo de la Corona francesa. 
Así que Luis XIV organizó en secreto una fuerza de guerra informal de 6,000 hombres, a las órdenes de Claude Antoine de Dreux, que cruzaría rápidamente el Flandes español -oficialmente neutral- y ejecutaría un asalto sorpresa a la fortaleza holandesa de Aardenburg el 25 y 26 de junio de 1672. El intento fue un fracaso total, la pequeña guarnición mató a cientos de atacantes y tomó prisioneros a más de 600 franceses que habían quedado atrapados en un Revellín.
Pero con todo y ello existía una tercera posición en ese conflicto, pues los habitantes y gobierno de la Provincia de Zelanda ya había decidido que Carlos II de España fuera su señor antes de estar sometida por los franceses. 
Luis XIV también permitió que su honor tuviera prioridad sobre la razón de Estado. Con las duras condiciones de paz, quería humillar deliberadamente a los holandeses. [39] Exigió una embajada anual a la corte francesa pidiendo perdón por su perfidia y presentando una placa ensalzando la magnanimidad del rey francés. 
Para Luis XIV, una campaña no estaba completa sin un asedio importante para mejorar su gloria personal. La rápida rendición de tantas ciudades había sido algo decepcionante a este respecto. Maastricht se le escapó por el momento, por ello centró su atención en un objetivo aún más prestigioso: 's-Hertogenbosch, que se consideraba "inexpugnable". 
Hertogenbosch no solo era una fortaleza formidable en sí misma, pues estaba rodeada por un raro cinturón de fortificaciones. Normalmente, su entorno pantanoso haría imposible un asedio, pero su guarnición actualmente débil parecía ofrecer alguna posibilidad de éxito. Después de que Nimega fuera capturada el 9 de julio de 1672, 
Turenne se apoderó de  Crèvecœr cerca de 's-Hertogenbosch, [28] que controlaba las esclusas del área, deteniendo más inundaciones. La principal fuerza francesa, retirada del teatro de guerra de Holanda, acampó alrededor de Boxtel y Luis XIV se instaló en el castillo de Heeswijk.

### Los orangistas toman el poder
La noticia de que los franceses habían penetrado en el corazón de la República provocó un pánico general en las ciudades de la provincia de Holanda. Al culpar al régimen de los Estados del colapso neerlandés, sus poblaciones se amotinaron. 
Los miembros de los concejos municipales fueron reemplazados por partidarios orangistas o por el temor a represalias declaradas por la causa del Príncipe de Orange. 
Se repartieron panfletos en los que se acusaba al Regente de haber traicionado a la República y a De Ruyter por querer entregar la flota a los franceses. 
Cuando se conocieron los términos de paz de los franceses, el 1 de julio de 1672, éstos causaron una gran indignación. Por lo que la respuesta fue persistir y reforzar la resistencia holandesa. 
El 2 de julio de 1672, Guillermo de Orange fue nombrado titular de Zelanda, y el 4 de junio de 1672 lo fue de Holanda. El nuevo titular, Guillermo de Orange, recibió un mandato general para negociar. Mientras tanto, los pólderes de la Línea de agua de Holanda se habían llenado lentamente, formando un obstáculo ante un posible avance francés.
Carlos II pensó que el ascenso al poder de Guillermo permitiría rápidamente una paz favorable a Inglaterra. Envió a dos de sus ministros a Holanda, quienes fueron recibidos con júbilo por la población, que suponía que habían venido a salvarlos de los franceses. 
Al llegar al campamento del ejército neerlandés en Nieuwerbrug, lo enviados del Rey Carlos II propusieron instalar a Guillermo como monarca de un Principado de Holanda. A cambio, deberían pagar diez millones de florines como "indemnizaciones" y formalizar una ocupación militar inglesa permanente de los puertos de Brill, Sluys y Flushing. 
Inglaterra respetaría las conquistas francesas y de Münster. Para su sorpresa, Guillermo se negó rotundamente a ser parte de ese plan, opinando que era totalmente ofensivo e indignante. Indicó que podría ser más flexible si lograban moderar las inmoderadas condiciones de paz francesas. 
Luego los dos enviados de Carlos II viajaron al castillo de Heeswijk, allí entablaron nuevas pláticas y los neerlandeses exigieron que se hiciese dos tratados de paz, uno con Inglaterra y otro con Francia, pero los enviados manifestaron que eso no era posible, ya que por el Acuerdo de Heeswijk Inglaterra y Francia se habían comprometido a que nunca firmarían una paz por separado. 
Carlos II trató de corregir la situación y envió una carta a Guillermo de Orange con términos moderados, en la que alegaba que el único obstáculo para la paz era la influencia de De Witt. Pero Guillermo propuso contraofertas que Carlos II onsideró como inaceptables, y luego Guillermo de Orange publicó el 15 de agosto de 1672 la carta como estrategia para incitar a la población a que se mantuviese firme en su posición a favor de la soberanía. Como resultado de esta acción se tiene que el l 20 de agosto de 1672, Johan y Cornelis de Witt fueron linchados por una milicia civil orangista, dejando el poder a Guillermo.
Al observar que los habitantes de 's-Hertogenbosch mostraban pocos signos de que habrían de rendirse, y que los recursos disponibles para cruzar las aguas eran insuficientes, y que no tenía garantizada una victoria, y considerar que más bien podría ser derrotado, Luis XIV decidió levantar su campamento particular el 26 de julio de 1672. 
Dejaría atrás a su fuerza principal de 40 000, él se llevó a unos 18 000 hombres con él y marchó a París a donde llegó en una semana, cruzando directamente a través de los Países Bajos españoles. 
En su marcha liberó a 1000 prisioneros de guerra neerlandeses no sin demandar que se le entregara un  rescate por cada uno, con esta acción Luis XIV se hizo de una buena cantidad de dinero, pero también con ello se evitaba tener que gastar por su mantenimiento,  el rescate no fue rechazado, ya que esos prisioneros fueron incorporados al Ejército de los Estados Neerlandeses, con lo cual su cantidad pasó a ser de 57 000 hombres en agosto de 1672. Obviamente que esos prisioneros no habrían podido ser forzados a que se alistaran al ejército francés, pero su cantidad era tan poca que no importó a Luis XIV el que volviesen a formar parte de las tropas neerlandesas, esto incluyendo los pocos oficiales que habían sido capturados.

### Guerra de desgaste
En junio de 1672, los holandeses parecían derrotados. El mercado de valores de Ámsterdam estaba colapsado y su crédito internacional se había evaporado. Federico Guillermo, el Elector de Brandeburgo, en estas circunstancias apenas se atrevió a amenazar las fronteras orientales de Münster. Quedaba un solo aliado leal: los Países Bajos españoles. Estos entendieron bien que si los holandeses capitulaban, ellos también estarían perdidos. Aunque oficialmente neutrales, y obligados a permitir que los franceses transgredieran su territorio con impunidad, reforzaron abiertamente a los holandeses con miles de soldados.
La posición holandesa se había estabilizado, mientras que la preocupación por las ganancias francesas atrajo el apoyo de Brandeburgo-Prusia, el emperador Leopoldo y Carlos II de España. Münster tuvo que levantar el asedio de Groninga en agosto de 1672, y los holandeses liberaron posteriormente Drente. 
En lugar de una victoria rápida, Luis XIV fue forzado a otra guerra de desgaste alrededor de las fronteras francesas; en agosto, Turenne terminó su ofensiva contra los holandeses y se dirigió a Alemania con 25 000 de infantería y 18 000 de caballería. Federico Guillermo y Leopoldo combinaron sus fuerzas de alrededor de 25 000 hombres al mando del general imperial Raimondo Montecuccoli, quien cruzó el Rin en Coblenza en enero de 1673, pero Turenne lo obligó a retirarse al norte de Alemania.
La ofensiva vacilante causó problemas financieros para los aliados, especialmente Inglaterra. Münster estaba en una condición aún peor, pues el 27 de agosto de 1672 tuvo que abandonar el asedio de Groninga. Antes de finales de 1672, los holandeses recuperaron Coevorden y liberaron la provincia de Drente, dejando a los Aliados en posesión de solo tres de los diez territorios: los de Drente, Staats-Brabant y Staats-Overmaas, también parte de la república — áreas provinciales neerlandesas. 
Pero las operaciones llevadas a cabo complicó el manejo de las líneas de suministro del ejército francés, ya que se ampliaron peligrosamente.
En el otoño de 1672, Guillermo intentó cortarlas, cruzando los Países Bajos españoles a través de Maastricht en marchas forzadas para atacar Charleroi, teniendo como punto de partida de las líneas de suministro la ciudad de Lieja, sin embargo ante la carencia de suministros se tuvo que abandonar rápidamente el asedio.
La ausencia del ejército en el campo neerlandés ofreció oportunidades para que los franceses renovaran su ofensiva. El 27 de diciembre de 1672, después de una fuerte helada, de Luxemburgo los 8,000 franceses comenzaron a cruzar el hielo de la línea de agua, con el propósito de asediar La Haya. pero un deshielo repentino provocó que los soldados cayeran en las heladas aguas, con lo que se ahogarían o morirían congelados, lo que redujo a la fuerza francesa a alrededor de la mitad, así los sobrevivientes prosiguieron hacia sus propias líneas, cabe decirse que lo franceses, durante su marcha de retiro procedieron, por burda venganza, a asesinar a muchos habitantes de los pueblos de Bodegraven y Zwammerdam.

## 1673

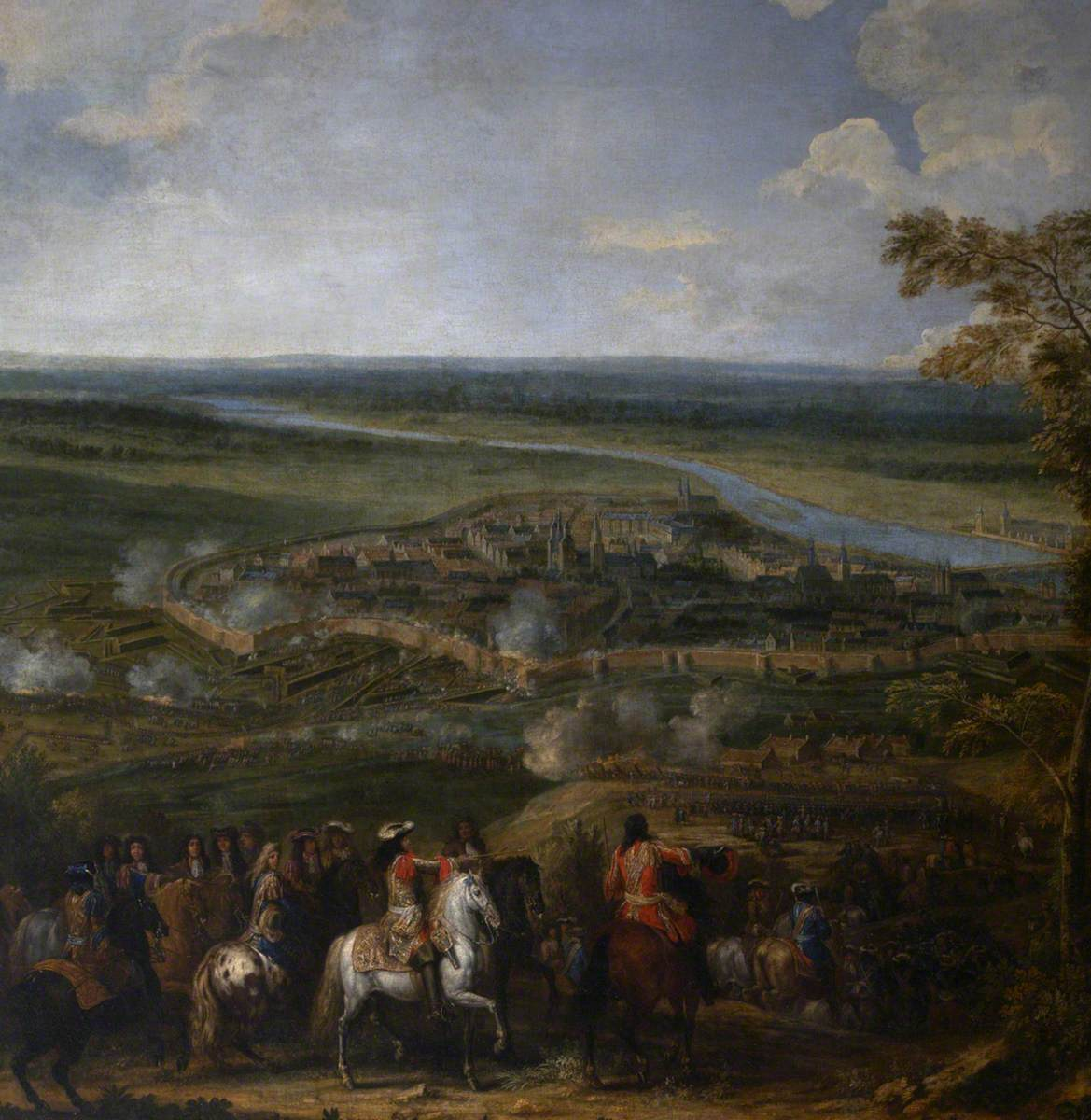
Asedio de Maastricht en 1673

Hasta la llegada del  ferrocarril en el siglo XIX, los bienes y suministros se transportaban en gran medida por agua, lo que hacía que ríos como el Lys, Sambre y Mosa fueran vitales para el comercio y las operaciones militares. El principal objetivo francés en 1673 era apoderarse de Maastricht, que controlaba un punto de acceso clave en el Mosa; la ciudad se rindió el 30 de junio de 1673.
En junio de 1673, la ocupación francesa de Cléveris y la falta de dinero expulsaron temporalmente a Brandeburgo-Prusia de la guerra en la paz de Vossem. Sin embargo, en agosto, los holandeses, España y Austria, con el apoyo de otros estados alemanes, acordaron la Alianza antifrancesa de La Haya, unida por Carlos IV de Lorena en octubre. En septiembre, Guillermo recuperó Naarden, mientras que Münster y Colonia abandonaron la guerra en noviembre. Con la guerra expandiéndose en Renania y España, las tropas francesas se retiraron de la República Holandesa, reteniendo solo Grave y Maastricht.
La alianza entre Inglaterra y Francia había sido impopular desde el principio y, aunque los términos reales del Tratado de Dover permanecieron en secreto, muchos sospecharon de ellos. El ministerio de la Cabale que administraba el gobierno de Carlos II, había especulado que sería una guerra corta, pero cuando resultó que este no era el caso, la opinión se volvió rápidamente contra él, y los franceses fueron acusados asimismo de haber abandonado a los ingleses en Solebay. La oposición a la alianza con Francia aumentó aún más cuando el heredero de Carlos II, su hermano católico Jacobo, recibió permiso para casarse con María de Módena, también católica devota. En febrero de 1673, el Parlamento se negó a continuar financiando la guerra a menos que Carlos II retirara una Declaración de indulgencia propuesta y aceptara una Ley de Prueba que excluía  a los católicos de ocupar cargos públicos.
Después de que las fuerzas navales neerlandesas derrotaran a una flota anglo-francesa en Texel en agosto y capturaran la base inglesa de la ciudad de Nueva York, la presión para poner fin a la guerra se hizo imparable e Inglaterra hizo las paces con la República en el Tratado de Westminster de febrero de 1674. Para compensar estas pérdidas, las fuerzas suecas en Pomerania atacaron Brandeburgo-Prusia en diciembre de 1674 después de que Luis XIV amenazara con retener sus subsidios. Esto provocó la participación sueca en la guerra de Escania de 1675–1679, mediante la cual el ejército sueco ataba a los ejércitos de Brandeburgo y algunos principados alemanes menores, además del ejército danés en el norte.

## La guerra se expande: 1674-1675

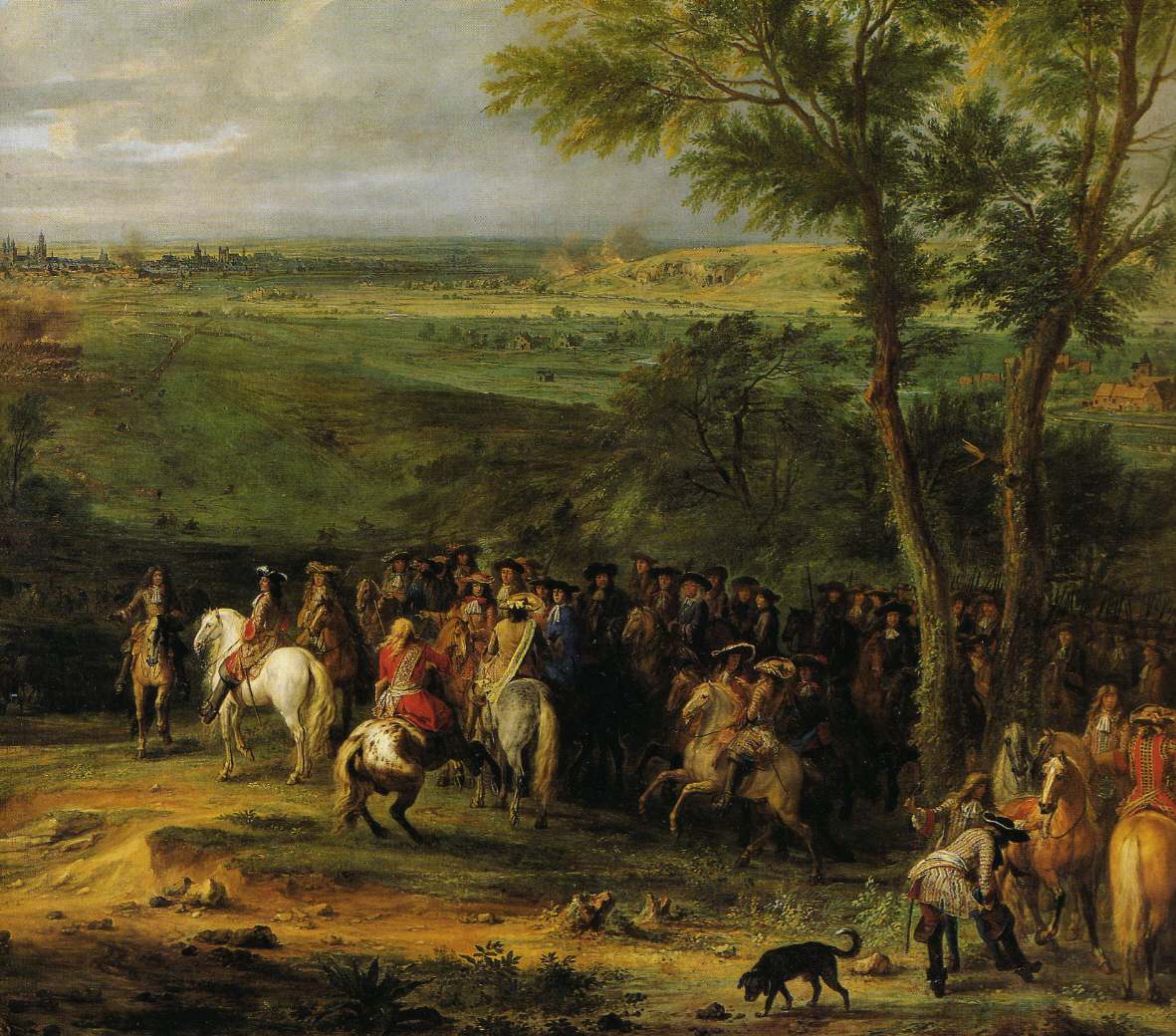
Luis XIV en su caballo blanco, en el asedio de Maastricht, 1673.

En términos generales, la estrategia francesa se centró ahora en recuperar las posesiones españolas ganadas en 1667-1668, que habían retornado a sus dueños tras la firma del Tratado de Aquisgrán, mientras evitaba los avances imperialistas en Renania. Igualmente apoyaron campañas menores en el Rosellón y Sicilia que absorbieron recursos navales españoles y holandeses.

### Flandes y Franco-Condado
En la primavera de 1674, los franceses invadieron la provincia española de Franco-Condado y se apoderaron de toda la provincia en menos de seis semanas. Luego, las tropas francesas reforzaron el ejército de Condé en los Países Bajos españoles, que fueron superados en número por el principal ejército de campaña aliado. Guillermo invadió el Flandes francés con la esperanza de recuperar la posesión española de Charleroi y tomar Oudenaarde, pero fue detenido por Condé en la batalla de Seneffe. Si bien esta fue una victoria francesa, las cuantiosas bajas confirmaron la preferencia de Luis XIV por la guerra de posiciones, marcando el comienzo de un período en el que el asedio y la maniobra dominaban las tácticas militares.
Uno de los mayores obstáculos para el éxito de los aliados en Flandes fueron sus objetivos divergentes: los imperiales querían evitar que los refuerzos llegaran a Turenne en Renania, mientras que los españoles pretendían recuperar las pérdidas en los Países Bajos españoles. Los holandeses estaban aún más divididos por disputas internas; la poderosa sociedad mercantil de Ámsterdam estaba ansiosa por poner fin a una guerra costosa una vez que sus intereses comerciales estuvieran asegurados, mientras que Guillermo veía a Francia como una amenaza a largo plazo que debía ser derrotada. Este conflicto aumentó una vez que la posibilidad de poner fin a la guerra se convirtió en una opción clara con la reconquista de Grave en octubre de 1674, dejando solo Maastricht.

### Renania
Durante el invierno de 1673-1674, Turenne estableció sus tropas en Alsacia y el Palatinado; a pesar de la retirada de Inglaterra de la guerra en febrero, su ejército de menos de 8000 hombres conservó varios regimientos ingleses, ya que Carlos II alentaba a los soldados a continuar sirviendo para mantener sus subsidios franceses. Monmouth y Churchill estaban entre los que lo hicieron, pero otros muchos se inscribieron en la Brigada anglo-holandesa, entre ellos John Graham, más tarde vizconde de Dundee.
Turenne abrió la campaña de 1674 cruzando el Rin en junio con 7000 hombres, con la esperanza de atacar a Carlos de Lorena antes de que pudiera reunirse con las fuerzas de Alejandro de Bournonville. En la batalla de Sinsheim, los franceses derrotaron a un ejército imperial dirigido por Eneas de Caprara, pero la demora permitió a Bournonville unirse a Carlos en Heidelberg. Reforzado por tropas adicionales, Turenne empezó a cruzar el río Neckar y, al hacerlo, las tropas imperiales se retiraron. Bournonville marchó hacia el sur hasta la ciudad imperial de Estrasburgo, dándole una base para atacar Alsacia, pero antes de hacerlo, esperó la llegada de 20 000 soldados al mando de Federico Guillermo. Para evitarlo, Turenne realizó una marcha nocturna que le permitió sorprender al ejército imperial y derrotarlo por completo en Entzheim el 4 de octubre. Como era entonces una práctica habitual, Bournonville detuvo las operaciones hasta la primavera, pero en su campaña de invierno 1674/1675 Turenne infligió una serie de derrotas que aseguraron Alsacia.
La campaña imperial de 1675 estuvo dirigida por Montecuccoli, el único comandante de la Alianza en ser considerado rival de Turenne. Montecuccoli cruzó el Rin en Philippsburg para atraer a Turenne hacia el norte y luego retrocedió con su ejército de 25 000 hombres. Turenne no se dejó engañar y, en cambio, bloqueó el río a unos pocos kilómetros de Estrasburgo para impedir el envío de alimentos o forrajes a los imperiales. Con ambos ejércitos quedándose sin comida a mediados de julio, Turenne intentó forzar la batalla de persiguiendo a los Imperiales en retirada. El 27 de julio, resultó muerto en la Batalla de Salzbach por una bala de cañón perdida mientras reconocía las posiciones del enemigo. Desmoralizados por su muerte, los franceses se retiraron después de algunas escaramuzas inconclusas y volvieron a Alsacia. Fueron perseguidos por Montecuccoli, que derrotó a su retaguardia en el puente de Konzer el 11 de agosto, cruzó el Rin en Estrasburgo y luego sitió Hagenau. Condé fue enviado desde Flandes para hacerse cargo de la situación y obligó a Montecuccoli a recular al otro lado del Rin. La mala salud obligó a Condé a retirarse en diciembre y fue reemplazado por el menos talentoso Créquy.

### España y Sicilia
La actividad en este frente se limitó en gran medida a escaramuzas en el Rosellón entre el ejército francés al mando de Federico de Schomberg y el español dirigido por el duque de San Germán. Las fuerzas españolas obtuvieron una pequeña victoria en Maureillas en junio de 1674 y se apoderaron de la fortaleza de Bellegarde —que había sido cedida a Francia en 1659— y que Schomberg reconquistó en 1675.
En Sicilia, los franceses apoyaron una revuelta antiespañola en la ciudad de Messina en 1674, lo que obligó a San Germán a trasladar algunas de sus tropas para sofocarla. Una fuerza naval francesa, al mando de Jean-Baptiste de Valbelle, logró reabastecer la ciudad a principios de 1675 y conseguir el dominio naval sobre la zona. 

## Negociaciones de paz: 1676–1678

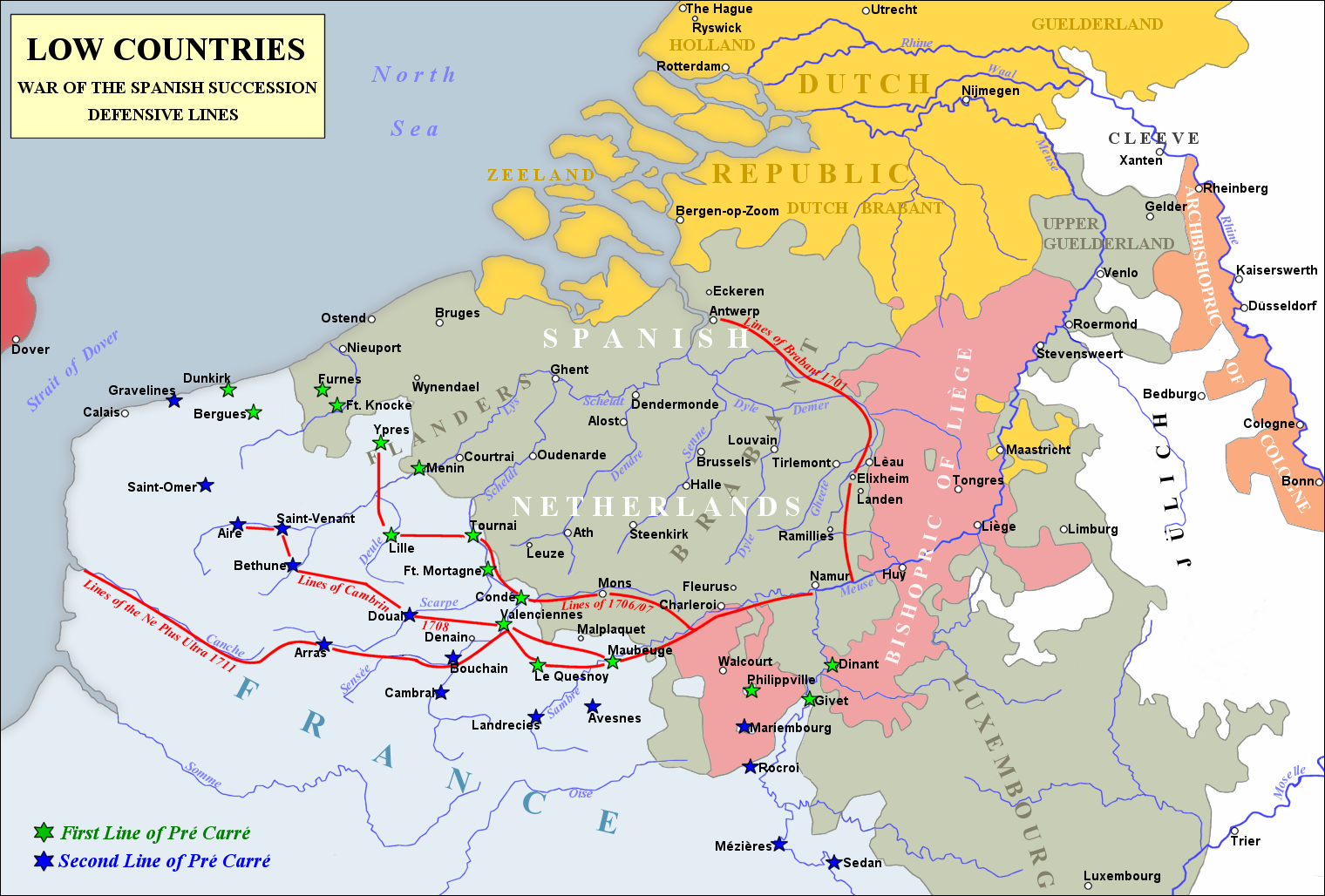
La propuesta de Vauban para crear un Pré carré o 'zona de duelo' en la frontera septentrional de Francia, defendida por una línea de fortalezas conocida como Ceinture de fer (marcada en rojo y verde)

En ambos bandos, los últimos años de la guerra vieron un rendimiento mínimo por su inversión de hombres y dinero. La estrategia francesa en Flandes se basó en gran medida en la línea de fortalezas propuesta por Vauban conocida como Ceinture de fer o cinturón de hierro (ver mapa). Esto se alineó con la preferencia de Luis XIV  por la guerra de asedio, que se vio reforzada por la muerte de Turenne y el retiro de Condé; su fallecimiento eliminó a dos de los generales franceses más talentosos y agresivos del siglo XVII y a los únicos con la estatura suficiente para desafiarlo.
En Alemania, las fuerzas imperiales recuperaron Philippsburg en septiembre de 1676, pero los franceses estabilizaron su frente. En un intento por recuperar algunas de sus pérdidas, los imperiales reunieron un ejército en Renania al mando de Carlos de Lorena, pero las derrotas en Rheinfelden y Ortenbach en julio de 1678 acabaron con estas esperanzas. Los franceses capturaron Kehl y el puente sobre el Rin cerca de Estrasburgo, asegurando así el control de Alsacia. El teatro español permaneció en gran parte estático; la victoria francesa en Espolla en julio de 1677 dejó sin cambios la posición estratégica, pero sus pérdidas agravaron la crisis que enfrentaba la administración española.
El almirante holandés De Ruyter cayó en la Batalla de Agosta en abril de 1676 y los franceses lograron la supremacía naval en el Mediterráneo occidental cuando sus galeras sorprendieron a la flota holandesa/española anclada en Palermo en junio. Sin embargo, la intervención francesa había sido oportunista; surgieron fricciones con los rebeldes antiespañoles, el costo de las operaciones fue prohibitivo y Messina fue evacuada a principios de 1678.
Las conversaciones de paz que comenzaron en Nimega en 1676 recibieron un mayor sentido de urgencia en noviembre de 1677 cuando Guillermo se casó con su prima María, la sobrina de Carlos II de Inglaterra. En marzo de 1678 siguió una alianza defensiva angloholandesa, aunque las tropas inglesas no llegaron en cantidades significativas hasta finales de mayo. Luis aprovechó esta oportunidad para mejorar su posición negociadora y capturó Ypres y Gante a principios de marzo, antes de firmar un tratado de paz con los holandeses el 10 de agosto.
La batalla de Saint-Denis en el Condado de Henao se libró tres días después, el 13 de agosto, cuando una fuerza combinada neerlandesa-española atacó al ejército francés del mariscal François-Henri de Montmorency-Luxembourg. Si bien fue una victoria táctica francesa, aseguró que Mons permanecería en manos españolas y el 19 de agosto, España y Francia acordaron un armisticio, seguido de un tratado de paz formal el 17 de septiembre.

## 1678: la paz de Nimega y sus consecuencias
La Paz de Nimega confirmó la mayoría de los logros franceses. Luis XIV, habiendo luchado con éxito ante una poderosa coalición, llegó a ser conocido como el "Rey Sol" en los años que siguieron al conflicto. Sin embargo, aunque favorables a Francia, las condiciones de paz fueron significativamente peores que las que estaban disponibles en julio de 1672. Francia devolvió Charleroi, Gante y otras ciudades de los Países Bajos españoles, a cambio de que España cediera el Franco Condado, Ypres, Maubeuge, Câteau-Cambrésis, Valenciennes, Saint-Omer y Cassel; con la excepción de Ypres, todos ellos siguen siendo parte de la Francia moderna.
Brandeburgo logró ocupar la Pomerania sueca por completo en septiembre de 1678. El aliado de Francia, Suecia, la recuperó mediante el Tratado de Saint-Germain-en-Laye de 1679, pero esto hizo poco para mejorar su peligrosa situación financiera. Además, el resentimiento de Federico Guillermo, al verse obligado a renunciar a lo que consideraba su propio territorio, convirtió a Brandeburgo-Prusia en un oponente implacable.
Los holandeses se recuperaron del desastre cercano de 1672 para demostrar que eran una potencia permanente y significativa en el norte de Europa. Podría decirse que su ganancia más duradera fue el matrimonio de Guillermo con María y su llegada como uno de los estadistas más poderosos de Europa, con la estatura suficiente para mantener unida una coalición antifrancesa. También mostró que, si bien sectores importantes de la clase mercantil y política inglesa eran antiholandeses por motivos comerciales, no había apoyo popular para una alianza con Francia.
En España, la derrota llevó a la reina regente, Mariana de Austria, a ser reemplazada por su rival de largo plazo, el profrancés Juan de Austria el Joven. Regresó al poder después de su muerte en septiembre de 1679, pero no antes de que él arreglara el matrimonio de Carlos II de España con la sobrina de Luis, María Luisa de Orleans, de 17 años, en noviembre de 1679.
Luis XIV tenía las enormes ventajas de un cuerpo estelar de comandantes, una logística superior y una estrategia unificada, en contraste con los diferentes objetivos de sus oponentes; aunque esto siguió siendo un factor, 1672-1678 mostró que la amenaza de la expansión francesa dominaba todas las demás consideraciones y que Francia, aunque había emergido como la mayor potencia de Europa, no podía imponer su voluntad sin apoyo. Su incapacidad para reconocer esto y la Guerra de las Reuniones de 1683-1684 llevó a la creación de la Gran Alianza antifrancesa en 1688, que se mantuvo unida durante la guerra de los Nueve Años de 1688-1697 y la guerra de sucesión española de 1701-1714.